# 索阿納河

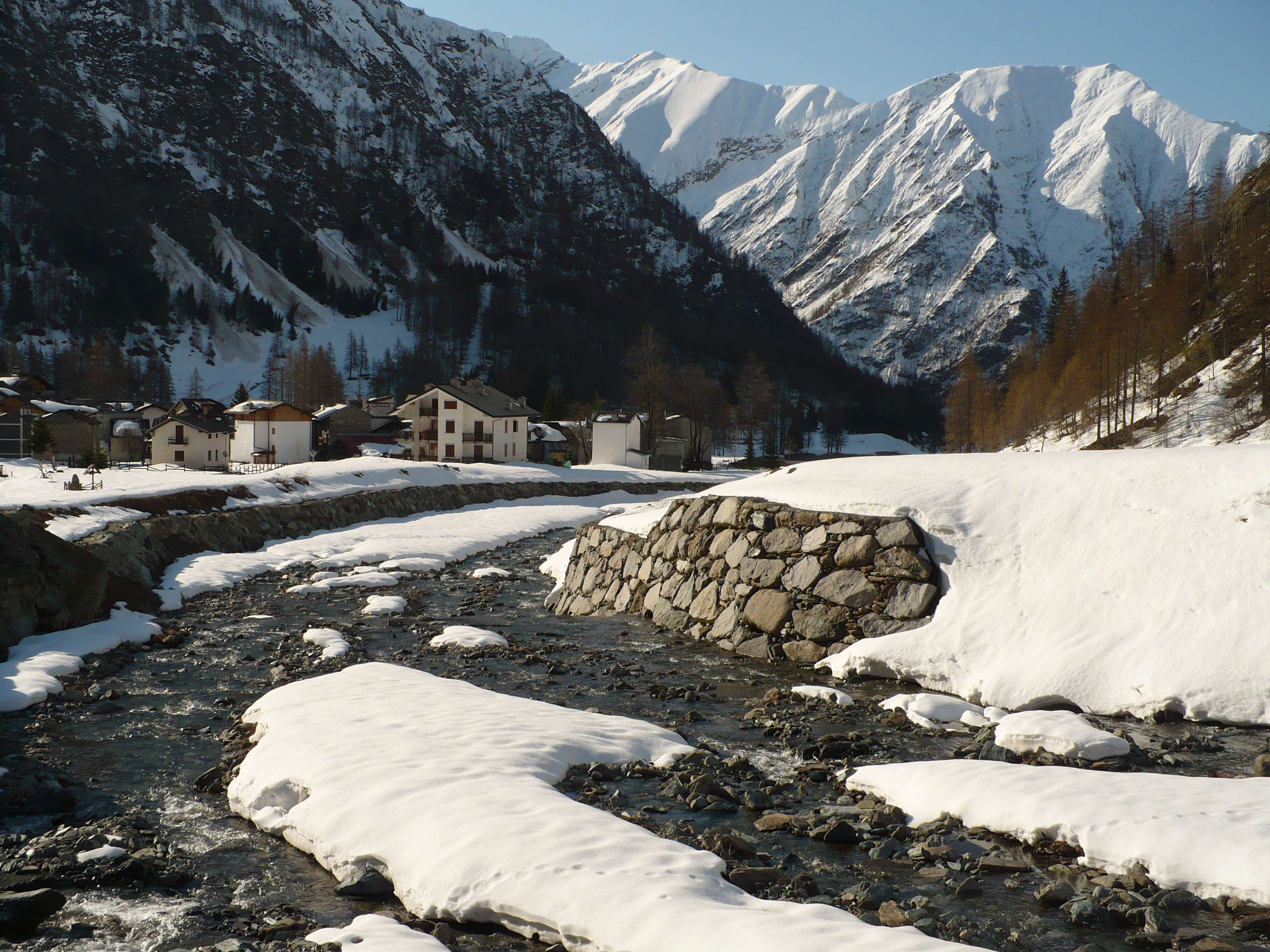
索阿纳河

索阿納河（義大利語：Soana）是意大利的河流，位於該國西北部，河道全長24.7公里，流域面積213.7平方公里，平均流量每秒7.1立方米，最終在蓬卡纳韦塞注入奧爾科河。

## 外部連結
- http://www.fiumi.com/acque/index.php?id_g=3024 （页面存档备份，存于）
- http://www.okadventure.it/soana.htm （页面存档备份，存于）
- Bacino idrografico del Torrente Orco: analisi integrata evento-fenomeno-danno

45°25′N 7°36′E / 45.417°N 7.600°E